# 신하
신하는 대한민국의 음악 그룹이다.

## 음반
- 2015년 운수대통